# Joseph Shabalala
Joseph Shabalala (Ladysmith, (KwaZoeloe-Natal), 28 augustus 1940 – Pretoria (Gauteng, Zuid-Afrika), 11 februari 2020), was de oprichter van het mannelijk zangkoor Ladysmith Black Mambazo. Zij werden wereldwijd bekend door de samenwerking in 1986 met Paul Simon, waarbij ze op zijn album Graceland te horen waren op onder andere de nummers Diamonds On The Soles Of Her Shoes en Homeless. 
Uitvaartdienst Joseph Shabalala met Ladysmith Black Mambazo
- Bibsys: 98027647
- Bibliothèque nationale de France: cb131799612 (data)
- Gemeinsame Normdatei: 134615727
- International Standard Name Identifier: 0000 0000 5550 3677
- Library of Congress Control Number: n89631293
- MusicBrainz: 1391550a-b7f1-4033-9927-fb8855f2493e
- Nationale Bibliotheek van Tsjechië: xx0197324
- Nationale Bibliotheek van Israël: 987007335319805171
- Nederlandse Thesaurus van Auteursnamen: 146789938
- Système universitaire de documentation: 079135307
- Virtual International Authority File: 16373860
- WorldCat: E39PBJxRyCtwKQTkpFBQTXGvHC